# 大谷地 (纽约州)
大谷地（英語：Great Valley）是位于美国纽约州卡特罗格斯县的一个镇，地处卡特罗格斯县中部、萨拉曼卡东北。2010年美国人口普查时，该镇有1974人。最早的定居者于1812年左右到达此处。1818年，大谷地镇正式建立。